# Ondava
Die Ondava (deutsch selten Ondau) ist ein Fluss in der Ostslowakei.

## Flusslauf
Der 146,5 Kilometer lange Fluss stellt neben der Latorica den zweiten (rechten) Quellfluss des Bodrog, welcher bei Zemplín durch den Zusammenfluss beider Flüsse entsteht, dar. Er entspringt in den Niederen Beskiden nahe der Gemeinde Ondavka und der Grenze zu Polen. Von dort nimmt sie einen südöstlichen Verlauf entlang der Städte Svidník und Stropkov und speist weiter südlich den Stausee Veľká Domaša. Danach verläuft er weiter in südlicher Richtung östlich der Städte Vranov nad Topľou, Sečovce und Trebišov teilweise kanalisiert bis zum Zusammenfluss mit der Latorica und ab hier weiter als Fluss Bodrog. Bei der Gemeinde Parchovany mündet auch die Topľa in die Ondava.
Das Einzugsgebiet beträgt in etwa 3400 km² und der mittlere Abfluss 22 m³/s.